# Hipoepa porphyrialis
Hipoepa porphyrialis là một loài bướm đêm trong họ Noctuidae.